# ヴァーナー・ヴィンジ
ヴァーナー・シュテファン・ヴィンジ（Vernor Steffen Vinge、1944年10月2日 - 2024年3月20日）は、アメリカ合衆国の数学者、計算機科学者、SF作家。ヒューゴー賞受賞作の長編『遠き神々の炎』と『最果ての銀河船団』で知られている。「技術的特異点」のアイディアを広く普及させたひとりでもあり、The Coming Technological Singularity: How to Survive in the Post-Human Eraでは、技術の指数関数的発達は我々が想像もできない地点に達するだろうと述べている。元妻ジョーン・D・ヴィンジも著名な小説家・SF作家である。

## 略歴
1965年Analog Science Fiction誌で短編 Bookworm, Run! でデビュー。当時の編集長はジョン・W・キャンベルであった。ヴィンジは1960年代から1970年代のSF雑誌の常連であり、そのころの長編としてGrimm's World (1969)とThe Witling (1975)がある。
1981年中編小説『マイクロチップの魔術師』(True Names)で一挙有名となる。この作品はサイバースペースという概念を扱った最初期の小説であり、後にウィリアム・ギブスンらのサイバーパンクの中心的設定となる。
1992年『遠き神々の炎』でヒューゴー賞 長編小説部門を受賞。以後同賞の常連となる。
2002年執筆に専念するためサンディエゴ州立大学数学教授を退職。
1999年以降しばしば、ヴィンジはフリーソフトウェア財団の Award for the Advancement of Free Software (フリーソフト貢献賞)の選考委員となっている。
2024年3月20日に死去。79歳没。

## 作品
ヴィンジは作品の多くで技術的特異点に関する興味を示している。『マイクロチップの魔術師』はまさにその特異点で発生する出来事を描いている。The Peace Warでは「Bobble」によって特異点が先延ばしにされた世界を描き、Marooned in Realtime では少数の人間が地球に訪れようとしていた特異点をなき物にしようとする様を描いている。
『遠き神々の炎』と『最果ての銀河船団』は同一の世界という設定を持つ作品で、その中でヴィンジは銀河系の外縁に行くほど生命が知的になるという独創的な設定を用いている。地球は「低速圏」に属し、そこでは超光速航法(FTL)を開発することはできない。しかし、作品の大部分は「際涯圏」と呼ばれる領域で進行する。そこでは、FTLのための計算は可能であるが、超人的な知能を獲得することはできない。この設定を課すことでヴィンジは技術的特異点が人類を超越的な高みに連れて行くと考えていてもクラシックなスペースオペラを書くことができたのである。『遠き神々の炎』にはそれ以外にも様々なアイデアが盛り込まれ、非常に複雑で豊かな宇宙を描いている。『最果ての銀河船団』は『遠き神々の炎』より古い時代を描いたもので、「低速圏」の人類の二つのグループがある異星人の文明からもたらされる利益を求めて戦う様を描いている。なお、同じ世界という設定だが、それぞれの設定年代に大きな隔たりがあるため作品の雰囲気という意味では異なっており、両方の作品中で語られているある人物の人物像にも差異がある。

## 作品リスト

### 長編小説
- Grimm's World (1969), 改訂版 Tatja Grimm's World (1987)
- The Witling (1976)
- Across Realtime - 「Bobble」と呼ばれる通り抜けられない一種の力場を生成する技術の影響を描いた作品群
  - The Peace War (1984)
  - Marooned in Realtime (1986) - 1987年プロメテウス賞受賞
- Zones of Thought シリーズ
  - 遠き神々の炎 (A Fire Upon the Deep, 1992) - 1993年ヒューゴー賞、SFクロニクル読者賞受賞
  - 最果ての銀河船団 (A Deepness in the Sky, 1999) - 2000年ヒューゴー賞、ジョン・W・キャンベル記念賞、プロメテウス賞受賞
  - 星の涯の空 (The Children of the Sky, 2011)
- レインボーズ・エンド (Rainbows End, 2006) - 2007年ヒューゴー賞、ローカス賞受賞

### 中編／短編
- クッキー・モンスター (The Cookie Monster, 2004) - 2005年ヒューゴー賞、ローカス賞受賞
- Synthetic Serendipity (2004) - IEEEの学会誌IEEE Spectrumに収録された短編、Fast Times at Fairmont High、『レインボーズ・エンド』と共通する設定がある

### 短編集
- 『マイクロチップの魔術師』原書（英語版）は最初のものと新版の二種類ある
  - True Names and Other Dangers ISBN 0671653636
  - True Names and the Opening of the Cyberspace Frontier ISBN 0312862075 (リチャード・ストールマンらのエッセイ付き)
- Across Realtime
  - The Peace War
  - The Ungoverned
  - Marooned in Realtime
- The Collected Stories of Vernor Vinge (2001)
  - Fast Times at Fairmont High - 2002年ヒューゴー賞受賞

## 注
1. ↑  http://www-rohan.sdsu.edu/faculty/vinge/misc/singularity.html なお、邦訳は『S-Fマガジン』に掲載された「〈特異点〉とは何か？」（なので、勝手に『技術的特異点』とかいう邦題をでっち上げたりしないでください）
2. ↑  “Vernor Vinge (1944-2024) - File 770” (英語) (2024年3月21日). 2024年3月21日閲覧。